# OpenLDAP
OpenLDAP是轻型目录访问协议（Lightweight Directory Access Protocol，LDAP）的自由和开源的实现，在其OpenLDAP许可证下发行，并已经被包含在众多流行的Linux发行版中。
它主要包括下述4个部分：
- slapd - 独立LDAP守护服务
- slurpd - 独立的LDAP更新复制守护服务
- 实现LDAP协议的库
- 工具软件和示例客户端